# عمارة المعبد الهندوسي

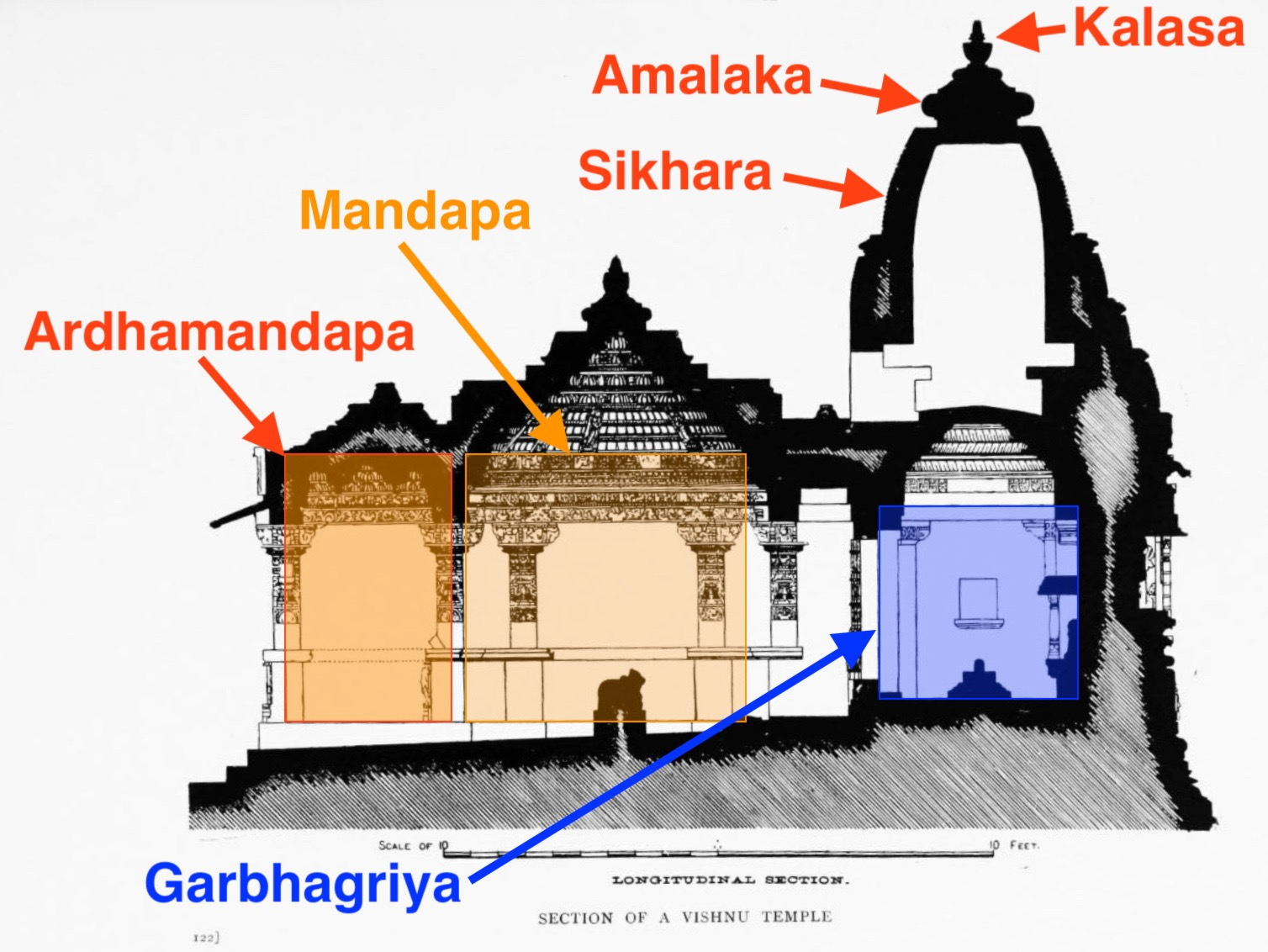

تمتلك عمارة المعبد الهندوسي باعتبارها الشكل الرئيسي للعمارة الهندوسية، العديد من الأساليب المعمارية، على الرغم من أن الطبيعة الأساسية للمعبد الهندوسي ما تزال كما هي، مع الاحتفاظ بالميزة الأساسية للمعبد الداخلي أو غاربها غريها أو غرفة الرحم، حيث يوجد المورتي الأساسي أو توجد صورة الإله في حجرة فارغة صغيرة الحجم. غالبًا ما يوجد حول هذه الغرفة هيكل ومباني أخرى تغطي في أكبر الحالات عدة فدانات. تُتوج الغاربها غريها من الخارج ببرج يشبه الشيخارا والتي تُسمى في الجنوب فيمانا. يتضمن مبنى الضريح في الغالب ممر للطواف من أجل الباريكراما، وقاعات اجتماع تسمى الماندابا وأحيانًا غرفة انتظار الأنتارالا وشرفة بين الغاربها غريها والماندابا. قد يكون هناك المزيد من الماندابا أو غيرها من المباني المتصلة منها والمنفصلة في المعابد الكبيرة، جنبًا إلى جنب مع المعابد الصغيرة الأخرى في المجمع.
تعكس بنية المعبد الهندوسي توليفة من الفنون ومثل الدراما والمعتقدات والقيم وطريقة الحياة التي تعتز بها الهندوسية. المعبد هو مكان لحج التيرثا. تجتمع جميع العناصر الكونية التي تخلق وتحتفل بالحياة في الباثينون الهندوسي، من النار إلى الماء ومن صور الطبيعة إلى الآلهة ومن العناصر المؤنثة إلى المذكرة ومن كاما إلى آرثا ومن الأصوات العابرة ورائحة البخور إلى البوروشا –العدم الأبدي بعد العالمية- وهو جزء من عمارة المعبد الهندوسي. صُمم شكل المعبد الهندوسي ومعاني عناصره المعمارية لتحقق وظيفتها كمكان للرابط الإلهي بين الإنسان والإله، وذلك بهدف المساعدة في تقدمه نحو المعرفة الروحية والحقيقة وعملية تحريره التي يُطلق عليها الموكشا.
وُصفت المبادئ المعمارية للمعابد الهندوسية في الهند في شيلبا شاستراس وفاستو شاستراس. شجعت الثقافة الهندوسية بناة المعابد على الاستقلال الجمالي، وقد مارس المعماريون في بعض الأحيان مرونة كبيرة في التعبير الإبداعي خلال تبنيهم مبادئ هندسية ورياضية مثالية أخرى في بناء الماندير، للتعبير عن طريقة الحياة الهندوسية.

## لمحة تاريخية

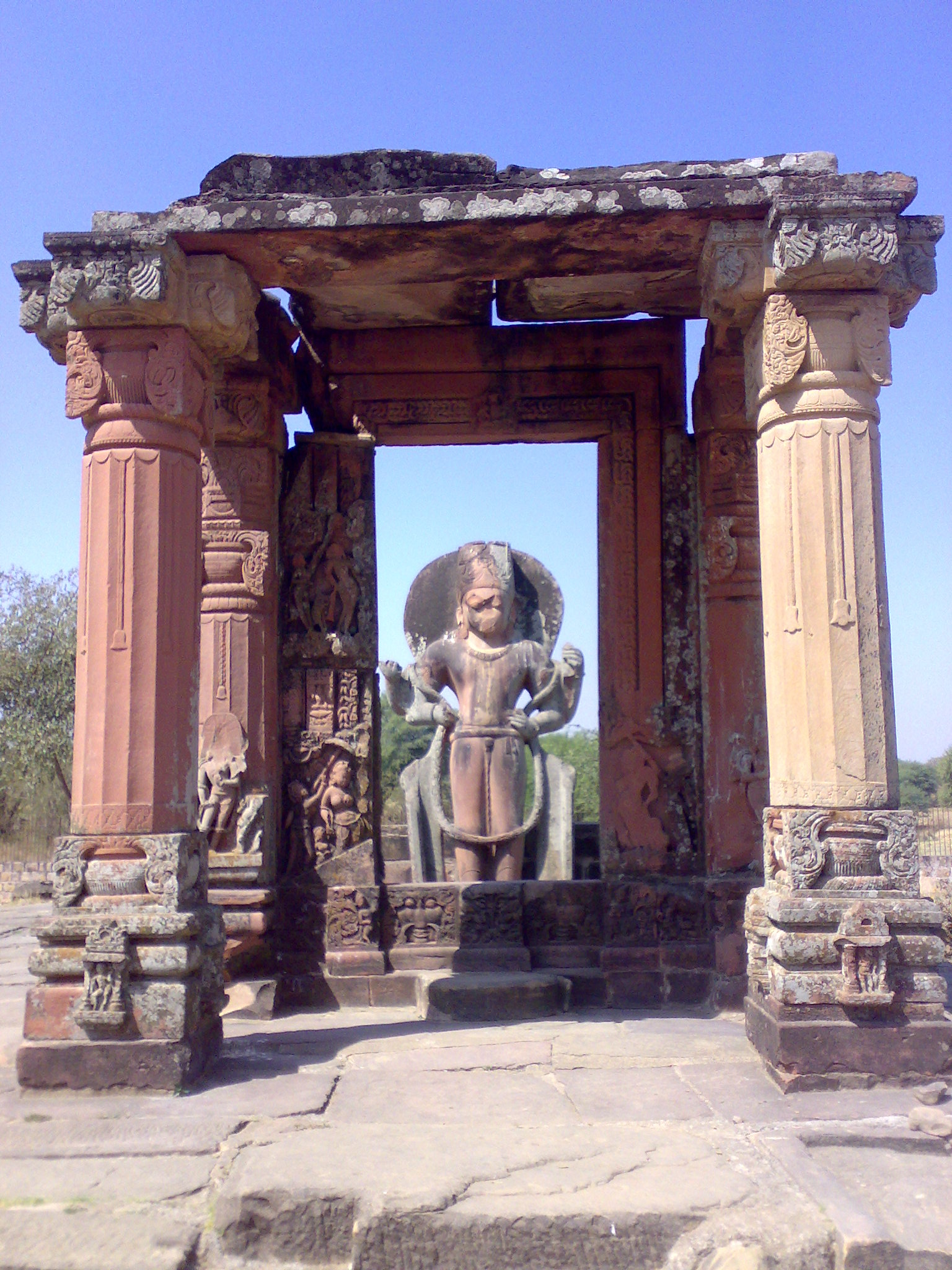
معبد فيشنو في إران القديمة في منطقة ساجار، أواخر القرن الخامس.

تكاد تختفي أي بقايا من المعابد الهندوسية قبل سلالة جوبتا في القرن الرابع الميلادي. لا شك أن هناك هياكل سابقة من العمارة القائمة على الأخشاب. تعد كهوف أوداياجيري المنحوتة في الصخر من بين أهم المواقع المبكرة التي شُيدت برعاية ملكية، وهي محفوظة من خلال النقوش والمنحوتات الرائعة. أقدم المعابد الهندوسية المحفوظة هي معابد حجرية بسيطة تشبه الزنزانة، بعضها منحوت في الصخور وبعضها الآخر إنشائي، مثلما هو الحال في المعبد 17 في سانشي. بحلول القرن السادس أو السابع، تطورت هذه إلى بنية فوقية مرتفعة من حجر الشيخارا. مع ذلك، هناك أدلة كتابية مثل نقش غانغادهارا القديم منذ نحو 424، ويذكر مايستر، أن المعابد الشاهقة كانت موجودة قبل هذا الوقت وربما كانت مصنوعة من مواد أكثر قابلية للتلف. لم تنجو هذه المعابد.
تشمل الأمثلة على المعابد الهندية الشمالية الرئيسية المبكرة التي نجت بعد كهوف أوداياجيري في ماديا براديش، تلك الموجودة في تيغاوا وديوغار ومعبد بارفاتي وناتشنا (465) وبهيتارغاون، أكبر معبد من الطوب في جوبتا باق على قيد الحياة ومعبد لاكشمان بريك، سيربور (600- 625 ميلادي) ومعبد راجيف لوكان وراجيم (القرن السابع). يُعد معبد غوب في ولاية كجرات (نحو 550 أو ما بعد ذلك) حالة شاذة وليس هناك مقارنات قريبة.
لم تنج أي معابد حجرية بأسلوب جنوب الهند قبل القرن السابع الميلادي. تشمل الأمثلة على المعابد الهندية الجنوبية الرئيسية الناجية منها وتلك التي في حالة خراب، الأساليب المتنوعة في ماهاباليبورام، من القرنين السابع والثامن. مع ذلك، وفقًا لمايستر، فإن معابد ماهاباليبورام هي [نماذج متجانسة من مجموعة متنوعة من الهياكل الرسمية التي يمكن القول بأنها تمثل نظامًا متطورًا من «الدارفيدا» (جنوب الهند)»]. يقترحون وجود تقليد وقاعدة معرفية في جنوب الهند بحلول وقت أوائل عصر تشالوكيا وبالافا عندما بُنيت. عُثر على أمثلة أخرى في أيهول وباتاداكال.
بحلول القرن السابع تقريبًا، أُنشئت معظم السمات الرئيسية للمعبد الهندوسي جنبًا إلى جنب مع النصوص النظرية حول هندسة المعابد وطرق البناء. منذ نحو الفترة بين القرنين السابع والثالث عشر، نجا عدد كبير من المعابد وأثارها (على الرغم من انها أقل بكثير من تلك التي كانت قائمة). طُورت العديد من الأساليب الإقليمية، بعد الانقسامات السياسية في كثير من الأحيان، إذ بُنيت المعابد الكبيرة برعاية ملكية. أدت الغزوات الإسلامية التي وقعت في الشمال، منذ القرن الحادي عشر فصاعدًا، إلى تقليص بناء المعابد، وشهدت فقدان العديد من المعابد الموجودة. شهد الجنوب أيضًا صراعًا هندوسيًا إسلاميًا أثر على المعابد، لكن المنطقة كانت أقل تأثرًا نسبيًا من الشمال. في أواخر القرن الرابع عشر، وصلت إمبراطورية فيجاياناغارا الهندوسية إلى السلطة وسيطرت على جزء كبير من جنوب الهند. خلال هذه الفترة، كانت بوابة غوبورام المميزة والطويلة جدًا، تشكل تطورًا متأخرًا من القرن الثاني عشر أو ما بعده، وهي بوابة تُضاف عادة إلى المعابد القديمة والكبيرة.

### المعابد الهندوسية في جنوب شرق آسيا
من المحتمل أن أقدم المعابد الهندوسية في جنوب شرق آسيا يعود تاريخها إلى القرن الثاني قبل الميلاد من ثقافة أوك أو في دلتا ميكونغ من جنوب فيتنام. ربما كانوا يعبدون إله الشمس، شيفا وفيشنو. بُني المعبد باستخدام كتل من الغرانيت والطوب، أحدها يمتلك بركة صغيرة متدرجة.
امتد المجال الثقافي الذي يُطلق عليه غالبًا الهند العظمى إلى جنوب شرق آسيا. يُعد نقش فو كاي الذي يرجع تاريخه إلى القرنين الثاني والثالث الميلادي في فيتنام أو كمبوديا بين القرنين الرابع والخامس الميلادي، أقرب دليل على النقوش الحجرية السنسكرتية التي عُثر عليها في الجزر والبر الرئيسي لجنوب شرق آسيا. كانت المعابد التي بُنيت في ميانمار وماليزيا وإندونيسيا وتايلاند وكمبوديا ولاوس وفيتنام، هي المعابد التي تمثل النسخ المحلية للمعابد الهندوسية قبل القرن الرابع عشر. طورت هذه المعابد العديد من التقاليد الوطنية وغالبًا ما خلطت الهندوسية والبوذية. سادت بوذية الثيرافادا في أجزاء كثيرة من جنوب شرق آسيا، باستثناء ماليزيا وإندونيسيا حيث حل الإسلام مكانهما.
طورت المعابد الهندوسية في جنوب شرق آسيا نسخًا مميزة خاصة بها، تعتمد في الغالب على النماذج المعمارية الهندية، في كل من شمال الهند وجنوبها. مع ذلك، فإن أساليب عمارة المعابد في شرق آسيا مختلفة ولا يوجد معبد واحد معروف في الهند يمكن أن يكون مصدرًا لمعابد جنوب شرق آسيا. وفقًا لميشيل، يبدو الأمر كما لو أن المعماريين في جنوب شرق آسيا تعلموا من «الوصفات النظرية حول بناء المعابد» ولكنهم لم يروا إحداها أبدًا. أعاد هؤلاء المعماريون تجميع العناصر بتفسيراتهم الإبداعية الخاصة. تُعد المعابد الهندوسية الموجودة في جنوب شرق آسيا أكثر وتربط بقوة العناصر الكونية المتعلقة بجبل ميرو للفكر الهندي أكثر تحفظًا من المعابد الهندوسية الموجودة في شبه القارة الهندية. بالإضافة إلى ذلك، وعلى عكس المعابد الهندية، ربطت العمارة المقدسة في جنوب شرق آسيا الحاكم (ديفاراجا) بالإله، إذ كان المعبد بمثابة نصب تذكاري للملك بقدر كونه منزلًا للآلهة. من الأمثلة البارزة على عمارة المعابد الهندوسية في جنوب شرق آسيا، مجمع معبد الشيفاوية التريمورتي برامبانان في جاوة، إندونيسيا (القرن التاسع)، ومعبد أنغكور وات الفيشنوي في كمبوديا (القرن الثاني عشر).